# Загублена леді
«Загублена жінка» (англ. A Lost Lady) — роман американської письменниці Вілли Катер 1923 року про кінець американського фронтиру наприкінці ХХ століття. Твір значно вплинув на роман Ф. Скотта Фіцджеральда «Великий Гетсбі» (1925), який запозичив з нього багато тем і персонажів. Пізніше Фіцджеральд написав Катер листа з вибаченнями за плагіат.

## Сюжет
Ніель Герберт, який виріс у Світ-Вотер, в дитинстві зустрічає свою сусідку, заможну світську левицю Маріон Форрестер, в яку ідеалізовано закохується. Спостерігаючи перипетіїї її життя, він розцінює їх як моральний занепад, стаючи також свідком занепаду самого Заходу від ідеалізованої епохи шляхетних піонерів до епохи капіталістичної експлуатації.
Чарівна й елегантна Маріон Форрестер живе зі своїм набагато старшим чоловіком, шанованим інженером-будівельником залізниць, капітаном Даніелем Форрестером, в невеликому містечку Світ-Вотер уздовж Трансконтинентальної залізниці на заході США на початку XX століття.
Капітан Форрестер уособлює собою дух першопрохідців, чесність, працьовитість та зв'язок з природою. Їхній будинок є осередком гостинності та інтелектуального життя містечка. Ніель Герберт зачарований Маріон, яка здається йому втіленням вишуканості та жіночності. Він спостерігає за нею з дитячим захопленням, і їхні стосунки мають платонічний характер.
Проте з часом фінансові труднощі починають переслідувати Форрестерів. Капітан втрачає свої інвестиції, а його здоров'я погіршується. Маріон, яка звикла до безтурботного життя, починає відчувати розчарування та нудьгу. Її поведінка стає більш легковажною, вона починає фліртувати з іншими чоловіками, зокрема з місцевим багатієм Френком Еллінгтоном.
Ніель, який дорослішає і починає краще розуміти світ, стає свідком цих змін у поведінці Маріон. Його ідеалізований образ жінки починає руйнуватися. Він відчуває розчарування та біль, спостерігаючи за тим, як Маріон, на його думку, зраджує цінності, які уособлював собою капітан Форрестер.
Після смерті капітана Форрестера фінансове становище Маріон стає ще складнішим. Вона змушена продати будинок і переїхати. Її зв'язок з Френком Еллінгтоном стає тіснішим, але не приносить їй справжнього щастя. Пізніше вона сходиться з Айві Пітерсом, який керує її маєтком.
Згодом Ніель покидає Світ-Вотер, але його спогади про Маріон залишаються складними та суперечливими. Він пам'ятає її колишню чарівність та елегантність, але водночас не може забути її пізніші стосунки та, як йому здається, втрату моральних орієнтирів.
В останній частині роману з'являються звістки про подальше життя Маріон. Вона кілька разів одружується, переїжджає з місця на місце, і її колишня вишуканість поступово зникає.
Наприкінці роману Ніель розуміє, що його любов до Маріон була заснована на ідеалізації капітана Форрестера.

## Дійові особи
- Ніель Герберт – головний герой, який у дитинстві зустрічає місіс Форрестер. Він закохується в те, що вона представляє, і намагається зберегти свій дитячий образ про неї. Побачивши її роман з Френком Еллінгером, а потім з Айві Пітерсом, він залишає Світ-Вотер.
- Маріон Форрестер – чарівна світська особа і дружина капітана Форрестера. Після смерті чоловіка вона зустрічається з Айві Пітерсом, який керує її маєтком. Зрештою вона залишає місто і переїжджає до Каліфорнії, де помирає до того, як Ніель побачить її знову.
- Капітан Даніель Форрестер – літній чоловік покоління піонерів, який заробив свій стан, будуючи колію для залізниць у старі часи. Він пишається красунею-дружиною. Роман починається в той час, коли він вже був фізично знищений падінням з коня. Після двох інсультів він зрештою помирає, що означає кінець піонерської ери.
- Френк Еллінгер – м'язистий холостяк і бізнесмен покоління Золоченого століття. Френк є коханцем місіс Форрестер і відвідує її, коли капітана немає вдома. Він одружується з Констанс Огден.
- Айві Пітерс – зухвалий і претензійний старший хлопець покоління епохи джазу, який згодом стає адвокатом. Він стає дуже багатим і зрештою стає власником маєтку Форрестера.
- Констанс Огден –  південна дівчина, ровесниця Ніеля, яка заздрить красі Маріон. Пізніше вона бере шлюб із Френком Еллінгером.
- Суддя Поммерой – Дядько Ніеля, він є адвокатом, який потрапляє у важкі часи, як і Форестери.

## Основні теми роману
- Втрата ідеалів: Ніель Герберт втрачає свій ідеалізований образ Маріон Форрестер, а також відчуває, як зникає епоха першопрохідців, уособленням якої був капітан Форрестер.
- Зміни суспільства: роман відображає зміни, що відбуваються в американському суспільстві на початку XX століття, зокрема зростання матеріалізму та втрата колишніх цінностей.
- Жіноча доля: роман досліджує становище жінки в тогочасному суспільстві, її залежність від чоловіка та пошуки власного щастя.
- Пам'ять та ностальгія: розповідь ведеться від імені Ніеля Герберта, який згадує своє дитинство та юність, і його спогади про Маріон сповнені ностальгії та смутку за втраченим минулим.

## Літературне значення і критика

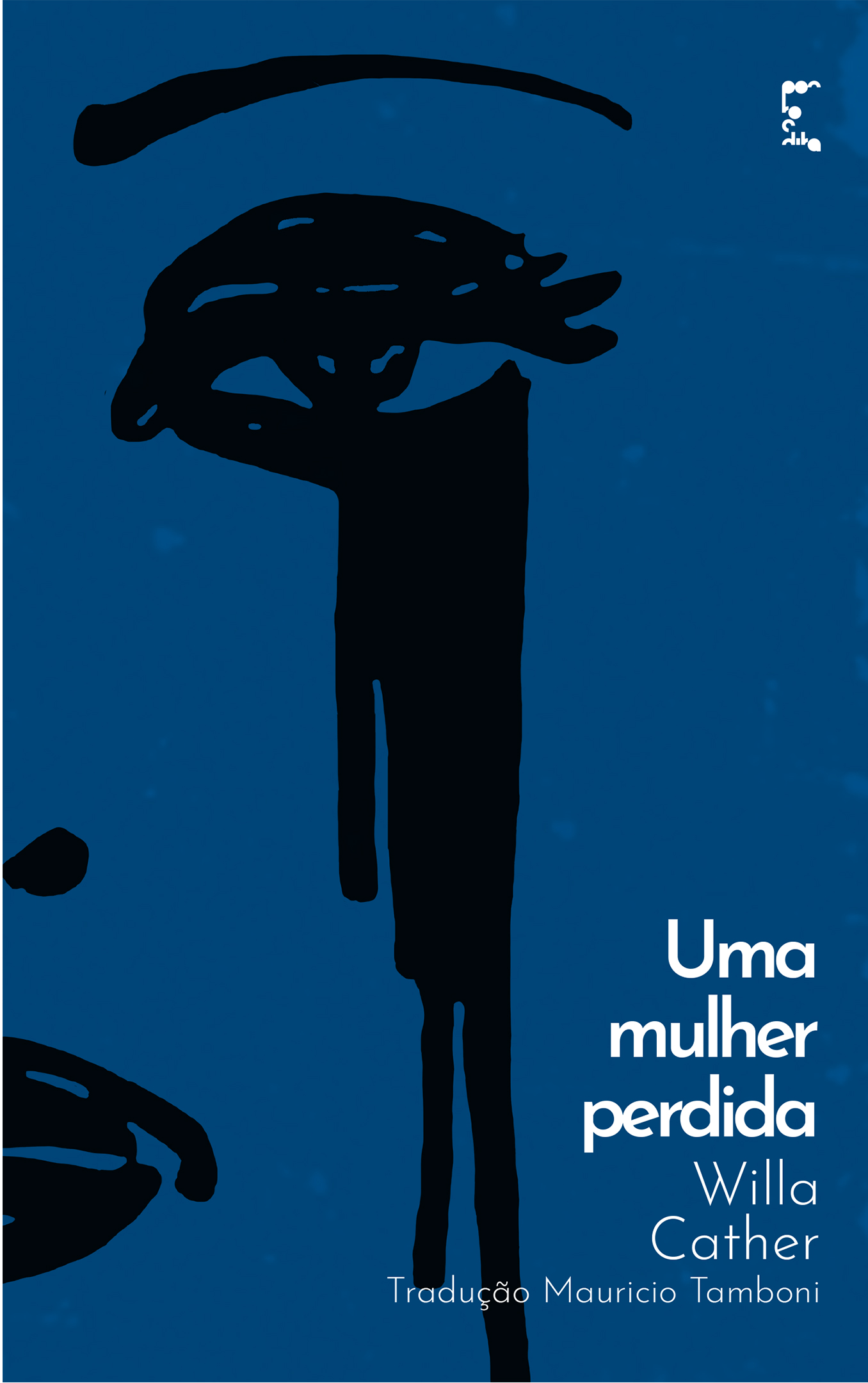
Обкладинка бразильського португаломовного видання

Роман має міцну символічну основу. Критичні підходи відзначили, що персонажка Маріон Форрестер символічно втілює як американську мрію, так і поступовий занепад американського Заходу.

## Спадщина і вплив
Роман мав відомий вплив на письменника Френсіса Скотта Фіцджеральда, який запозичив багато його тем і елементів. Маріон Форрестер, зокрема, частково надихнула його образ Дейзі Б'юкенен у «Великому Гетсбі». Пізніше Фіцджеральд написав Катер листа з вибаченнями за будь-який ненавмисний плагіат.

## Медіаадаптація
Перша кіноверсія роману була створена 1924 року, адаптована Дороті Фарнум. Режисером фільму виступив Гаррі Бомонт, а в головних ролях зіграли Айрін Річ, Метт Мур, Джун Марлов та Джон Рош. Він також був дуже вільно адаптований до однойменного фільму в 1934 році Джина Маркі, де роль Меріан Форрестер зіграла Барбара Стенвік. Фільм не виправдав репутації роману і в цілому вважається посереднім. Катер була настільки незадоволена фільмом, що заборонила будь-які подальші екранізації або сценічні адаптації своєї роботи.

### Цитовані твори
- A Lost Lady (1924). Los Angeles, California: American Film Institute. Процитовано 16 липня 2021.
- A Lost Lady (1934). Los Angeles, California: American Film Institute. Процитовано 16 липня 2021.
- Bruccoli, Matthew J. (Spring 1978). 'An Instance of Apparent Plagiarism': F. Scott Fitzgerald, Willa Cather, and the First 'Gatsby' Manuscript. Princeton University Library Chronicle. Princeton, New Jersey: Princeton University. 39 (3): 171—78. doi:10.2307/26402223. JSTOR 26402223.
- Fuller, Jaime (17 грудня 2019). Looking at Willa Cather's West. Jezebel. New York City. Процитовано 16 серпня 2020.
- Funda, Evelyn I. (Fall 1995). Review of 'Redefining the American Dream: The Novels of Willa Cather'. Great Plains Quarterly. Lincoln, Nebraska: University of Nebraska–Lincoln. 15 (4): 275—76. JSTOR 23531702.
- Harvey, Sally Peltier (1995). Redefining the American Dream: The Novels of Willa Cather. Florham Park, New Jerse: Fairleigh Dickinson University. ISBN 9780838635575.
- Quirk, Tom (December 1982). Fitzgerald and Cather: The Great Gatsby. American Literature. Durham, North Carolina: Duke University Press. 54 (4): 576—91. doi:10.2307/2926007. JSTOR 2926007. Процитовано 25 травня 2021.
- Rosowski, Susan J. (Autumn 1977). Willa Cather's 'A Lost Lady': The Paradoxes of Change. Novel: A Forum on Fiction. Durham, North Carolina: Duke University Press. 11 (1): 51—62. doi:10.2307/1344886. JSTOR 1344886.